# مدیسون (میزوری)
مدیسون (به انگلیسی: Madison) یک شهر در ایالات متحده آمریکا است که در شهرستان مونرو، میزوری واقع شده‌است. مدیسون ۱٫۱۷ کیلومتر مربع مساحت و ۵۵۴ نفر جمعیت دارد و ۲۴۴ متر بالاتر از سطح دریا واقع شده‌است.